# Poble Potemkin
En política i economia, un poble Potemkin (també poble Potiomkin, traduït del rus: потёмкинские деревни, pronunciació russa: [pɐˈtʲɵmkʲɪnskʲɪɪ dʲɪˈrʲɛvnʲɪ] potyomkinskiye derevni) és qualsevol construcció (literal o figurativa) construïda únicament per fer creure als altres que una situació és millor del que realment és. El terme prové d'històries d'un poble portàtil fals construït únicament per impressionar a l'emperadriu Caterina II de Rússia per part del seu amant Grigori Potiomkin durant el seu viatge a Crimea l'any 1787. Malgrat que els historiadors moderns afirmen que les xifres d'aquest poble portàtil són exagerades, la història original deia que Potiomkin va erigir falsos assentaments portàtils a la vora del riu Dnièper per tal d'impressionar a l'emperadriu russa; les estructures es desmuntaven després del seu pas i es tornaven a muntar al llarg del recorregut per a veure-les novament com si fossin nous exemples.

## Exemples

### Exemples físics
- La policia secreta de la Unió Soviètica controlava estrictament els visitants occidentals d'aquest país,[1] especialment durant la fam soviètica de 1932–33. Per exemple, Édouard Herriot va dir que la Ucraïna soviètica era "com un jardí en plena floració".[2]
- Després de l'Incident de Manxúria i la Xina de l'ocupació japonesa de Manxúria a la Lliga of Nations l'any 1931, el representant de la Lliga va rebre un recorregut per les parts "vertaderament manxúries" de la regió. Pretenia demostrar que la zona "no" estava sota la dominació japonesa. El Japó es va retirar de la Lliga l'any següent.[3]
- Corea del Nord té un poble Potemkin anomenat Kijong-dong dins de la Zona Desmilitaritzada, també coneguda com el "Poble de la Pau".[4]
- L'alemany nazi camp de concentració de Theresienstadt, anomenat "el gueto del Paradís" a la Segona Guerra Mundial, va ser dissenyat com un camp de concentració que es podia mostrar a la Creu Roja[5] però realment era un poble de Potemkin: atractiu al principi, però enganyós i, finalment, letal, amb altes taxes de mortalitat per desnutrició i malalties contagioses. Finalment, va servir com a estació d'accés a Auschwitz-Birkenau.
- Henry A. Wallace, aleshores vicepresident dels Estats Units, va visitar un camp de treball penal soviètic a Magadan el 1944 i va creure que els presoners eren "voluntaris".[6]
- L'any 1998, l'empresa de serveis energètics Enron va construir i va mantenir una plataforma comercial falsa al sisè pis de la seva seu al centre de Houston. El pis de negociació es va utilitzar per impressionar els analistes de Wall Street que assistien a la reunió anual d'accionistes d'Enron i fins i tot va incloure assajos realitzats pels executius d'Enron Kenneth Lay i Jeffrey Skilling.[7]
- El President de Veneçuela Hugo Chávez tenia rutes a la capital del seu país, Caracas, que serien visitades per dignataris estrangers arreglades, amb els treballadors col·locant pintura nova als carrers i pintant pedres i altres fragments que es trobaven als sots de la via.[8][9][10][11]
- El 2006, Detroit va organitzar la instal·lació de llums rere de finestres seleccionades de moltes torres buides per donar una millor impressió als visitants de la ciutat per al Super Bowl XL.[12]
- El 2010, 22 cases buides en una part deteriorada de Cleveland, Ohio, Estats Units, es van disfressar amb portes i finestres falses pintades als panells de fusta contraxapada que s'utilitzaven per tancar-les, de manera que les cases semblaven ocupades.[13] Chicago[14] i Cincinnati[15] han iniciat programes similars.
- En preparació per acollir al juliol de 2013 la cimera del G8 a Enniskillen, Irlanda del Nord, es van col·locar grans fotografies als aparadors dels comerços tancats de la ciutat per donar l'aparició de negocis pròspers per als visitants que passen per davant d'ells.[16]
- El 2013, abans de la visita de Vladímir Putin a Súzdal, algunes cases velles i mig en ruïnes del centre de la ciutat estaven cobertes de grans cartells amb portes i finestres impreses.[17]
- L'any 2016, el govern de Turkmenistan va construir i va obrir un poble anomenat Berkarar Zaman, al Districte de Garabekewül, al Turkmenistan. però el va abandonar poc després d'obrir-se.[18]

### Ús metafòric
- A la demanda del 2018[19] presentada contra Exxon pel frau relacionat amb la discrepància entre el cost publicat de la regulació climàtica i els costos calculats internament, denúncia del fiscal general de Nova York, Underwood va afirmar: "A través del seu esquema fraudulent, Exxon va erigir un poble de Potemkin per crear la il·lusió que havia considerat completament els riscos de la futura regulació del canvi climàtic i que havia tingut en compte aquests riscos en les seves operacions comercials".[20]
- Durant la pandèmia de la Malaltia del Coronavirus 2019, el govern del Regne Unit va establir un objectiu de 100.000 proves diàries abans de finals d'abril de 2020. El 30 d'abril de 2020, Matt Hancock, el Secretari d'Estat de Sanitat i Atenció Social, va declarar assolit l'objectiu. Aquesta afirmació va ser àmpliament discutida quan va saber-se que el govern "va canviar la manera de comptar el nombre de proves de COVID-19"; uns 40.000 del total eren kits de proves a casa que s'havien enviat per correu, però encara no s'havien completat.[21] Les afirmacions enganyoses del govern van ser posteriorment impugnades per l'UK Statistics Authority,[22] i descrit com un "règim de proves Potemkin" per Aditya Chakrabortty en un article d'opinió per a The Guardian.[23]
- El 6 de març de 2022, dues setmanes després de la invasió russa d'Ucraïna, l'exministre d'Afers Exteriors rus Andrei Kozyrev va descriure les forces armades russes com un "exèrcit Potemkin" en una publicació de Twitter, a la llum dels seus problemes logístics i la manca de progressos en els seus objectius. Va explicar que "El Kremlin va passar els darrers 20 anys intentant modernitzar el seu exèrcit. Gran part d'aquest pressupost va ser robat i es va gastar en mega-iots a Xipre. Però com a assessor militar no pots informar-ho al president. Així que en canvi li van explicar mentides."[24]
- El 24 de març de 2022, una declaració d'un funcionari de la Casa Blanca es va referir a la reobertura de la Borsa de Moscou després d'un mes d'estar tancada a partir de la invasió d'Ucraina, com una "obertura del mercat Potemkin" a causa dels importants límits que les autoritats russes van imposar al comerç, inclosa la prohibició d'operar en venda en descobert o posició curta (anglès short selling) i la prohibició als estrangers de vendre accions.[25][26]